# Нагано, Осами
Оса́ми Нага́но (яп. 永野修身, 15 июня 1880, Коти — 5 января 1947, Токио) — японский маршал флота (21 июня 1943), являвшийся начальником генерального штаба Императорского флота Японии во время Второй мировой войны.

## Биография
Родился в Коти в семье бывшего самурая Харуёси Нагано. В 1900 году окончил военно-морскую школу вторым по успеваемости из 105 человек. Службу начал 13 декабря 1900 года в звании мичмана на крейсере «Хасидатэ». В том же звании служил на броненосце «Асахи». После повышения до младшего лейтенанта был переведён на крейсер «Асама».
В русско-японскую войну 1904—1905 годов командовал артиллерией на крейсере «Ицукусима». Получив звание лейтенанта, переведён на броненосец «Сикисима». В 1909 году окончил Военно-морскую академию. Командовал артиллерией на броненосце «Катори».
В 1913—1915 годах работал переводчиком в США, одновременно проходя обучение в Гарвардской школе права. В Первую мировую войну работал на административной должности на крейсерах «Ниссин» и «Иватэ». С 1919 года — командир линейного корабля «Хирадо». С 1 декабря 1920 по 10 ноября 1923 года Нагано находился в США в качестве военно-морского атташе Японии, приняв участие в работе Вашингтонской конференции.
После возвращения на родину в ноябре получил звание контр-адмирала. С 5 февраля 1924 года — начальник управления Генштаба, с 1 декабря того же года — командир 3-й эскадры крейсеров. С 20 апреля 1925 по 20 августа 1926 года — командующий 1-м экспедиционным, с 1 февраля 1927 по 15 января 1928 года — учебным флотом.
10 декабря 1928 года был назначен директором Военно-морской академии. С 6 октября 1930 по 10 октября 1931 год — первый заместитель начальника Морского Генштаба, курировал работу Инструкторского управления, участвовал в работе Женевской конференции 1931 года. С 15 ноября 1933 года — командующий военно-морской базой в Йокосуке. С 15 ноября 1934 по февраль 1936 года — военно-морской советник. Принадлежал к «умеренному» крылу руководства флота. В 1935 году — главный делегат на Лондонской военно-морской конференции.
С 9 марта 1936 по 23 января 1937 года — морской министр в кабинете премьер-министра Коки Хироты. 2 февраля 1937 года был назначен командующим Объединённым флотом (и одновременно 1-м флотом), руководил подготовкой флота к войне.
9 апреля 1941 года был назначен начальником генштаба ВМФ, став самым высокопоставленным офицером на бо́льшую часть Второй мировой войны, хотя у него не получилось стать хорошим лидером, так как значительную часть своих обязанностей Осами делегировал подчинённым. Хотя Нагано был сторонником идеологии «Нансинрон», он считал, что воевать с США не следует. Нагано даже выступил против предложенного Исороку Ямамото нападения на Пёрл-Харбор, но уступил, когда Ямамото пригрозил уйти в отставку.
В 1943 году был повышен до маршала флота. В следующем году, однако, из-за провала военной стратегии он лишился расположения императора Хирохито, который приказал премьер-министру Хидэки Тодзё и министру флота Сигэтаро Симаде снять Нагано с поста 21 февраля 1944 года, заменив его Симадой. Остаток войны Нагано был советником при правительстве.
После поражения и оккупации Японии в марте 1946 года был арестован американскими войсками. Классифицирован как «военный преступник класса A» Международным военным трибуналом для Дальнего Востока. Офицеры, допрашивавшие его, описывают Нагано как «желающего сотрудничества», «живого», «сообразительного» и «жаждущего подружиться с американцами». Умер до окончания суда, от сердечного приступа, развившегося как осложнение пневмонии, в 49-м армейском медицинском центре (ныне — Международный госпиталь Святого Луки), куда его перевели из тюрьмы Сугамо.

## Звания
- Кандидат в офицеры (13 декабря 1900)
- Младший обер-офицер (18 января 1902)
- Средний обер-офицер (26 сентября 1903)
- Главный обер-офицер (12 января 1905)
- Младший штаб-офицер (1 декабря 1910)
- Средний штаб-офицер (1 декабря 1914)
- Главный штаб-офицер (1 декабря 1918)
- Младший адмирал (1 декабря 1923)
- Средний адмирал (1 декабря 1927)
- Главный адмирал (1 марта 1934)
- Маршал флота (21 июня 1943)